# Oskar Medin

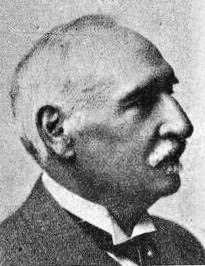
Oskar Medin.

Karl Oskar Medin, född 14 augusti 1847 vid Dylta bruk, Närke, död 24 december 1927 i Engelbrekts församling, Stockholm, var en svensk läkare.

## Biografi
Medin blev student vid Uppsala universitet 1867, medicine kandidat där 1872, medicine licentiat vid Karolinska Institutet 1876 samt medicine doktor i Uppsala 1880 på avhandlingen Meningitis cerebrospinalis epidemica infantum, på grund av vilken han även utnämndes till docent i pediatrik vid Karolinska Institutet. Medin blev 1883 extra ordinarie och var 1884-1912 ordinarie professor i pediatrik vid nämnda institut samt 1884-1912 även överläkare vid Allmänna Barnhuset i Stockholm. Han blev hedersledamot av Södermanlands-Nerikes nation 1891, Internationella föreningen mot tuberkulos 1912, Gesellschaft für Kinderheilkunde samma år och Svenska Läkaresällskapet 1916. Åren 1906-15 var han ordförande i hälsovårdsnämnden i Stockholm.
Sjukdomen polio har även kallats Heine-Medins sjukdom efter honom och Jakob Heine. Medin lämnade den första vetenskapliga beskrivningen av sjukdomens akuta stadium och visade också att den var smittsam och att den kunde uppträda i epidemier.
Medin hade mycket omfattande praktik som barnläkare och åtnjöt mycket stort anseende inom sitt fack. Redan 1880 utarbetade Medin planen till en ny barnhusbyggnad i Stockholm, och under Medins ledning uppgjorde arkitekten Ernst Jacobsson förslagsritningar till det nya etablissemanget. Sedan Medin på uppdrag av barnhusdirektionen skaffat sig kännedom om nyare barnhus och barnsjukhus i utlandet, omarbetades förslaget av professor Gustaf Dahl, som slutligen fullbordade ritningarna till det nya barnhuset, vilket uppfördes 1883-85 vid Norrtullsgatan 14 under Medins tillsyn. Genom flyttningen dit, till en utkant av huvudstaden, blev det omöjligt att vid barnhuset fortsätta den poliklinik för barnsjukdomar, som förut hållits på det gamla barnhuset. I samråd med professor Jonas Wærn uppgjorde Medin därför förslag till en ny pediatrisk poliklinik, som drevs med anslag såväl av staten som av Stockholms stad.
Medin var också känd för sina ställningstaganden under pandemin Spanska sjukan i Sverige.  Medin uttalade sig i en intervju, som svar på ett yttrande av det Svenska Film- och Biografmannasällskapet, för att upphäva den lokala stängningen av biograferna. I intervjun menar han att det rådde en "influensapanik" bland allmänheten som borde bekämpas. Hans uppmaning till allmänheten var "Trotsa aldrig fara, men visa ej feg fruktan". Läkarkåren var ense om att allmänheten borde lugnas, då rädsla ansågs öka mottaglighet för sjukdomen och medmänniskors vilja att hjälpa smittade. Det fanns dock en rad uppfattningar om hur rädslan skulle bekämpas. Dr Arnold Josefson menade att det var allmänhetens rädsla för myndigheter och Medicinalstyrelsens handlingsförlamning som låg till grund för den allmänna "paniken". Hans opponenter menade snarare att orsaken till paniken var pressen och de läkare som offentligt uttalat sig kritiskt mot myndigheter istället för att framföra kritiken direkt till myndigheten.